# 馬橋文化
馬橋文化，發現於今中華人民共和國江南地區的一种新石器文化，被視為太湖流域（包括杭州灣地區）的一個典型遺存，此類遺存最早發現於上海馬橋遺址中層，故1982年定名為馬橋文化，與越國歷史重疊，與百越相關。

## 簡介
馬橋文化距今約3900-3200年歷史，於1959年在原上海縣馬橋鎮東俞塘村發現，1982年被命名。馬橋文化來源於浙江西南 。和中原龍山文化後的岳石文化及二里頭文化一樣，覆蓋著小於或等於良渚文化的地域廣度。
從年代上來講，馬橋文化緊接著良渚文化，但文化面貌上截然不同。馬橋文化繼承了少量良渚文化的文化因素，而且整類良渚文化因素在馬橋文化中不占主導地位。
馬橋文化的文化特徵出現返老還祖現象。如在馬橋古文化遺址中只發現了粗陋的陶器雜件，卻並沒有出土同時期其他文化已出現的，包括玉器，帶細刻圖案的陶器、象牙器等的精美物件。因此推斷馬橋文化和良渚文化是不同來源的兩種文化。此外，作為馬橋文化原始文字的形器結構和表意方式，比上距千年的良渚文字更為簡單。出現這種現象，考古界認為除社會發展因素外，很大程度是受生態環境的影響。石器仍然為主要的生產工具，重要的是出現刀、鑿、鏃等小件青銅器。雖未發現鑄銅工具，但預示著古上海及長江下游開始進入青銅器時代。
补充圣经的时间资料及族裔家谱。
华夏考古公元前1200年以前最后的文化特征，这个马桥文化虽然看起来是后续良渚文化，但是却显示出完全不一致的文化特征，而这些所谓的返祖，就是技术手段又落后了。这种事情也可以由一种金属冶炼来证明，就是这个时期以前的考古可以发现黄铜，就是说距今4000年就有黄铜出品，然后就中断了3000年，一直到中国宋朝时期，中国有具有黄铜的冶炼；西方黄铜的冶炼技术就更晚，是距今200年的所谓科学年代的开始。
这种明显的文化差异历史学家考古学家无法明白的原因是因为所有这些学者都基于进化论思想来思考这个退化，没有留意圣经里面的大洪水时间点是公元前2234年的可计算时间。全球在公元前2000年的考古都表达出一种文化中断的痕迹，就是大洪水的效应。
历史学家虽然可以部分承认中东的考古很多满足圣经的条件，但是思想上完全不相信圣经里面的历史进程；就像中国的家谱，大部分的人都很难计算到孔子这样的年代，而孔子以前的家谱一定是按照传说，神话故事推算到黄帝，伏羲女娲的时代。也就是说考古学家跟历史学家已经认为这个部分是虚假的部分。但是明明全部的考古证据显示出满足大洪水的文化中断特征，为什么选择相信山海经的线索，却忽略圣经的证据。
圣经时间线有主流的3-4个版本，基本上定位的大洪水时间是在公元前2400-2100左右，差别并不大。满足考古文明中断的特征。而且圣经里面提供了一个重要的线索，公元前2000年的大洪水以后的200年，大部分人都集中在伊拉克到叙利亚这样的区域，而这个时间点正好是中国夏朝开始的时间点，华人考古一直很尴尬夏朝有确据的历史记载，但是考古无论如何都无法看见对称的出土，如果理解圣经夏朝初期的人类都在中东，这个答案就很容易理解。而且现在很多人的研究都发现很多证据都把夏朝部分的历史向中东方向带领，甚至三星堆的一期考古的铅的放射性研究也对称于埃及的矿产。而圣经里面华人解读是含的后裔，迦南的第8个儿子西尼，全世界的很多语言说中国都是西尼这个字根，音译为中文就是支拿。。。圣经里面含的最早的后裔就是在埃及及今天的以色列。
今天的DNA遗传研究帮助大家看见很多商朝人的多样性，只是解读非常尴尬，大家定义很粗糙，要么是黄种人，白种人，黑种人这种粗狂的形容，稍微细致点就是非洲人，欧洲人这样的定义，但是这个是基于今天人群分布模型，然后按照基因特征来比对来形容商朝的人群分布，这些多样性证据就会导致一些华人起源的奇怪猜测。但是回到圣经看，今天的所谓欧洲，亚洲，非洲人的迁徙，在商朝时期不就是闪，含，亚佛几个不同家族的同时的迁徙吗？亚佛人中的一支：陀伽玛人，含的几个分支，同时迁徙到商朝的年代，这个就是考古基因这么呈现的特点。

## 文字
1959年，在馬橋遺址第五文化層（良渚文化）與第四文化層（馬橋文化）皆發現陶器陶文，屬於良渚文字。